# Zwierzyniecki Kraków
Zwierzyniecki Klub Sportowy – klub sportowy w Krakowie, założony w 1921. 

## Historia

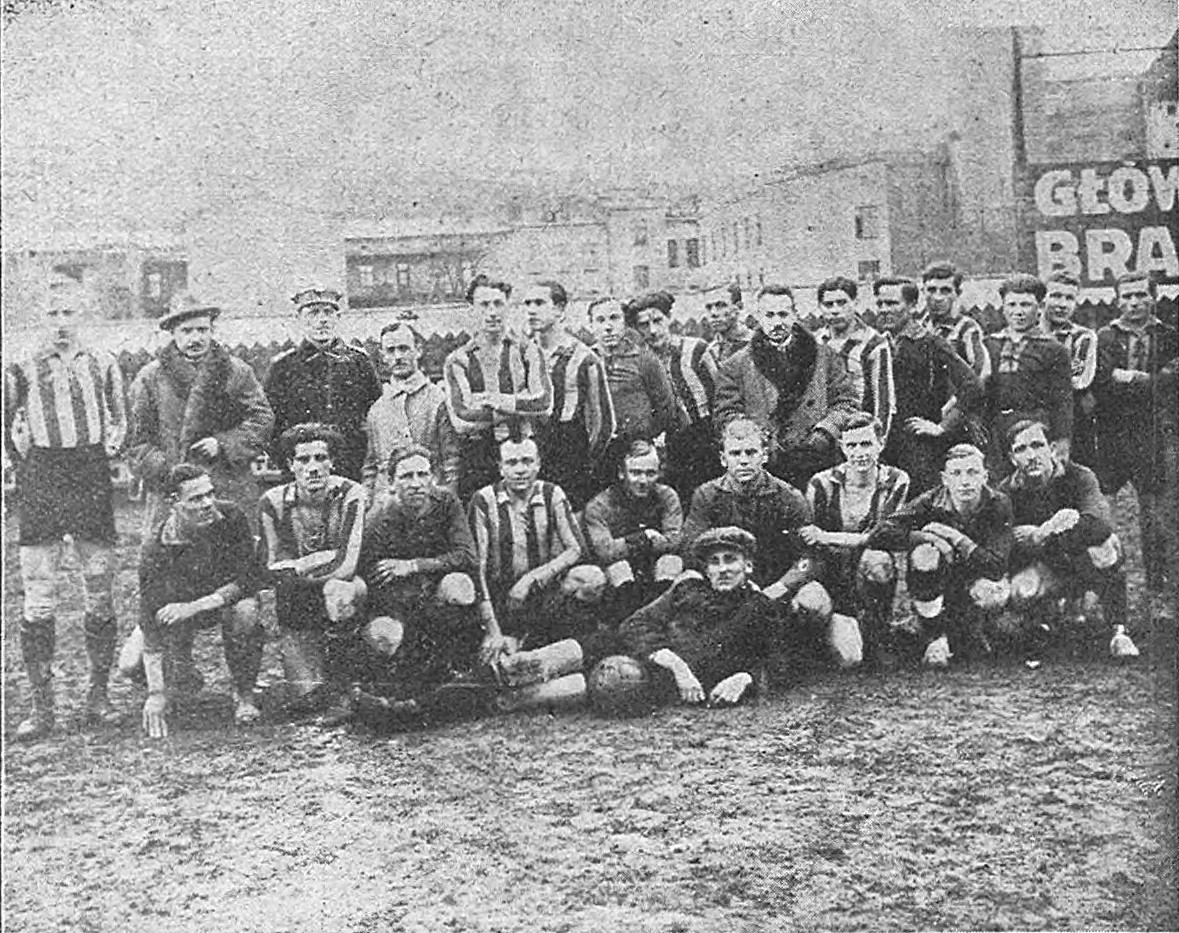
Drużyny Zwierzyniecki KS i KS Urania (1925)

Klub powstał w 1921, założony przez zawodników rezerwowej drużyny Cracovii, ukaranych przez władze klubu za ekscesy podczas zabawy tanecznej, pochodzących w dużej części z krakowskiego Zwierzyńca. Początkowo nosił nazwy „Rudawa”, a następnie „Kościuszko”, pod nazwą „Zwierzyniecki” występował od roku 1922. Od samego początku klub przynależał do okręgu krakowskiego i uczestniczył w prowadzonych przezeń rozgrywkach. W 1929 połączył się z KS Ruch. Od 1932 należał do Robotniczego Sportowego Komitetu Okręgowego. Klub nie posiadał własnego stadionu, swoje mecze rozgrywał najczęściej na treningowym boisku Wisły lub na stadionie krakowskiej Legii.
28 stycznia 1945 Zwierzyniecki uczestniczył w pierwszym rozegranym po wojnie meczu piłkarskim w Krakowie (jego przeciwnikiem była Juvenia, a zaraz potem rozegrano mecz między Wisłą a Cracovią). Dla upamiętnienia tego faktu drużyny Juvenii i Zwierzynieckiego przez kilkadziesiąt lat rozgrywały coroczne styczniowe spotkania piłkarskie.
W 1949 Zwierzyniecki (wkrótce potem przekształcony w koło zrzeszenia sportowego Budowlani) przejął działającą w Krakowie sekcję szermierki. W barwach klubu występowali olimpijczycy, m.in. Wojciech Zabłocki (w tym okresie był dwukrotnym medalistą mistrzostw świata i medalistą igrzysk olimpijskich w 1956) i Maria Pereświt-Sołtan. Szermierze w barwach Zwierzynieckiego/Budowlanych zdobyli liczne medale w mistrzostwach kraju:
- w 1949 mistrzostwo męskiej drużyny we florecie i Tadeusza Mroczka w szpadzie, wicemistrzostwo Zbigniewa Przeździeckiego w szabli, brązowy medal męskiej drużyny w szabli i Zbigniewa Przeździeckiego we florecie
- w 1950 mistrzostwo męskiej drużyny we florecie, wicemistrzostwo Marii Sołtan we florecie i Jerzego Zawadzkiego w szpadzie, brązowy medal męskiej drużyny w szabli, męskiej drużyny w szpadzie i Zbigniewa Przeździeckiego we florecie
- w 1951 mistrzostwo męskiej drużyny i Wojciecha Zabłockiego w szabli, wicemistrzostwo Leszka Suskiego w szabli, brązowy medal Zbigniewa Przeździeckiego we florecie
- w 1952 mistrzostwo męskiej drużyny we florecie oraz męskiej drużyny i Wojciecha Zabłockiego w szabli, wicemistrzostwo Marii Sołtan we florecie, brązowy medal Zbigniewa Czajkowskiego we florecie i Jerzego Twardokensa w szabli
- w 1953 mistrzostwo Jerzego Twardokensa we florecie, wicemistrzostwo męskiej drużyny i Zbigniewa Przeździeckiego we florecie oraz męskiej drużyny i Wojciecha Zabłockiego w szabli
- w 1954 mistrzostwo Wojciecha Zabłockiego w szabli, wicemistrzostwo Marii Sołtan we florecie, brązowy medal Zbigniewa Przeździeckiego we florecie
- w 1955 mistrzostwo Jerzego Twardokensa w szabli,
- w 1956 wicemistrzostwo Wojciecha Zabłockiego w szabli i Janusza Maciejewskiego w szpadzie, brązowy medal Jerzego Twardokensa we florecie[6]

W 1957 szermierze utworzyli odrębny Krakowski Klub Szermierzy. Sukcesy odnosiła też drużyna piłki ręcznej, która w 1958 zdobyła brązowy medal mistrzostw Polski. 
W 1957 władze oddały Zwierzynieckiemu główną część obiektu Juvenii Kraków, w czym dużą rolę miał odegrać ówczesny premier, kibic Zwierzynieckiego Józef Cyrankiewicz. Klub nadal rozgrywa swoje mecze na położonym tam stadionie, na którego widowni znajduje się 530 miejsc. Obiekt ten położony jest na terenie krakowskich Błoń. Od 2001 roku nosi imię Mieczysława Wawrzusiaka.

## Rezultaty drużyny piłki nożnej klubu w poszczególnych sezonach
1922 – klasa C okręgu krakowskiego (IV poziom) – 5 miejsce, awans
1923 – klasa B okręgu krakowskiego, grupa Kraków (III poziom) – 2 miejsce
1925 – klasa B okręgu krakowskiego, grupa Kraków II (III poziom) – 2 miejsce
1926 – klasa B okręgu krakowskiego, grupa nieznana (III poziom) – 1 miejsce, wygrana w Grupie Finałowej I, następnie 2 miejsce w Grupie Finałowej II, awans
1927 – klasa A okręgu krakowskiego, rozgrywki PZPN(II poziom) – 3 miejsce
1928 – klasa A okręgu krakowskiego (II poziom) – 11 miejsce
1929 – klasa B okręgu krakowskiego (III poziom), grupa nieznana – 1 miejsce w Grupie Finałowej, awans
1930 – klasa A okręgu krakowskiego (II poziom) – 10 miejsce
1931 – klasa A okręgu krakowskiego (II poziom), grupa A – 6 miejsce
1932 – klasa A okręgu krakowskiego (II poziom), grupa II – 5 miejsce
1933 – klasa A okręgu krakowskiego (II poziom) – 5 miejsce
1934 – klasa A okręgu krakowskiego (II poziom) – 8 miejsce
1935 – klasa A okręgu krakowskiego (II poziom) – 2 miejsce
1936 – klasa A okręgu krakowskiego (II poziom) – 10 miejsce
1937 – liga okręgowa okręgu krakowskiego (II poziom) – 5 miejsce
1938 – liga okręgowa okręgu krakowskiego (II poziom) – 5 miejsce
1939 – liga okręgowa okręgu krakowskiego (II poziom) – 9 miejsce
1946 – etap eliminacji regionalnych okręgu krakowskiego, grupa II – 2 miejsce
1947 – klasa A okręgu krakowskiego, grupa II – 2 miejsce
1948 – klasa A okręgu krakowskiego (II poziom) – 2 miejsce
1949 – klasa A okręgu krakowskiego (III poziom) – 1 miejsce, pod nazwą Budowlani/Zwierzyniecki. Udział w eliminacjach centralnych o awans do II ligi, 2 miejsce w grupie I, brak awansu
1950 – klasa A okręgu krakowskiego (III poziom), grupa I – 10 miejsce, pod nazwą Budowlani/Zwierzyniecki
1951 – klasa A okręgu krakowskiego (III poziom), grupa I – 7 miejsce, pod nazwą Budowlani/Zwierzyniecki
1952 – klasa A okręgu krakowskiego (III poziom), grupa V, miejsce nieznane, pod nazwą Budowlani/Zwierzyniecki
1953 – brak danych
1954 – klasa B okręgu krakowskiego, grupa i miejsce nieznane
1955 – klasa A okręgu krakowskiego (IV poziom), grupa II, 8 miejsce
1956 – brak danych
1957 – klasa A okręgu krakowskiego (IV poziom), grupa I, 1 miejsce
1958 – brak danych
1959 – klasa A okręgu krakowskiego (IV poziom), grupa III, 8 miejsce
1960 – brak danych
1961 – klasa A okręgu krakowskiego (IV poziom), grupa III, 11 miejsce
1962/63 – klasa A okręgu krakowskiego (IV poziom), grupa II, 12 miejsce
1963/64 – brak danych
1964/65 – brak danych
1965/66 – klasa A okręgu krakowskiego (IV poziom), grupa II, 14 miejsce, spadek
.
.
.
2001/2 – liga okręgowa Kraków (V poziom), 13 miejsce
2002/3 – liga okręgowa Kraków (V poziom), 10 miejsce
2003/4 – liga okręgowa Kraków (V poziom), 7 miejsce
2004/5 – liga okręgowa Kraków (V poziom), 15 miejsce, spadek
2005/6 – klasa A Kraków, grupa II (VI poziom), 11 miejsce
2006/7 – klasa A Kraków, grupa II (VII poziom), 7 miejsce
2007/8 – klasa A Kraków, grupa II (VII poziom), 13 miejsce
2008/9 – klasa A Kraków, grupa II (VIII poziom), 13 miejsce, zwycięskie baraże o utrzymanie się w lidze
2009/10 – klasa B Kraków, grupa III (IX poziom), 3 miejsce
2010/11 – klasa B Kraków, grupa I (IX poziom), 2 miejsce, awans
2011/12 – klasa A Kraków, grupa II (VII poziom), 5 miejsce
2012/13 – klasa A Kraków, grupa II (VII poziom), 5 miejsce
2013/14 – klasa A Kraków, grupa II (VII poziom), 10 miejsce
2014/15 – klasa A Kraków, grupa II (VII poziom), 8 miejsce
2015/16 – klasa A Kraków, grupa II (VII poziom), 9 miejsce
2016/17 – klasa A Kraków, grupa II (VII poziom), 5 miejsce
2017/18 – klasa A Kraków, grupa II (VII poziom), 3 miejsce
2018/19 – klasa A Kraków, grupa III (VII poziom), 2 miejsce
2019/20 – klasa A Kraków, grupa III (VII poziom), 1 miejsce, awans
2020/21 - klasa okręgowa Kraków, grupa II (VI poziom), 15 miejsce, spadek
2021/22 - klasa A Kraków, grupa III (VII poziom), 4 miejsce
2022/23 - klasa A Kraków, grupa III (VIII poziom), 3 miejsce
2023/24 - klasa A Kraków, grupa III (VIII poziom), 3 miejsce
2024/25 - klasa A Kraków, grupa III (VIII poziom), 6 miejsce